# 2019年香港人権・民主主義法
2019年香港人権・民主主義法（2019ねんほんこんじんけん・みんしゅしゅぎほう、英語: Hong Kong Human Rights and Democracy Act of 2019）は、アメリカ合衆国の法律 (S.1838 Public Law No: 116-76,Nov. 27, 2019 133 STAT. 1161) 。香港の逃亡犯条例改正案によるデモ騒動に対し、中国大陸への容疑者引渡しに関する香港政府の主要官員を牽制するため、2019年6月13日に共和党のマルコ・ルビオ議員とクリス・スミス議員によって提出され、2019年11月27日に成立した。

## 措置
- 1992年の米国-香港政策法に定められた原則を再確認する。そして、香港における民主主義、人権および十分に自立していることの重要性をもって、アメリカの法律の下に中華人民共和国本国とは違った待遇を受けるものとすることを含む。
- 制定後90日以内および2023年までの毎年、香港におけるアメリカの利益に関する条件についての報告書を国務長官が発行することとする。この報告書には香港の民主的制度についての動向を含むものとする。
- 香港について中華人民共和国と異なる扱いをする新しい法律、協定を制定する前に、国務省は香港が十分に自立していることを確認すること。
- 大統領は香港の特定の書店、ジャーナリストに対して監視、拉致、拘禁、強制告白を行った責任者を明らかにすること。また基本的自由を抑圧したりなどの行動については、その者のアメリカ合衆国における資産を凍結し、その者のアメリカへの参入を拒否すること。

## 法案提出と審議の経緯
- 2019年6月13日に共和党のクリス・スミス議員によって、香港に高度の自治を認めた「一国二制度」が守られているかどうか毎年検証することを義務付ける2019年香港人権・民主主義法案（H.R.3289 - Hong Kong Human Rights and Democracy Act of 2019）が、アメリカ下院に提出される[2]。
- 2019年6月13日に下院への法案（H.R.3289）と同内容の法案が、共和党のマルコ・ルビオ議員によってアメリカ上院に提出される[3]。
- 2019年10月15日、アメリカ下院は下院に提出された法案を発声投票で可決[2][4][5]。
- 2019年11月19日にアメリカ上院は、上院に提出された法案（S.1838）を全会一致で可決した[3][6][7][8]。また、同時に催涙ガスや催涙スプレー、ゴム弾、スタンガンなどの非致死性兵器を香港警察に輸出することを禁止する法案[9]も可決した[10]。
- 2019年11月20日にアメリカ下院は、上院で可決された法案（S.1838）を賛成417票対反対1票で可決した[2][11][12]。同時に上院から送付された「催涙ガスや催涙スプレー、ゴム弾、スタンガンなどの非致死性兵器を香港警察に輸出することを禁止する法案も可決した[10]。
- 2019年11月27日、アメリカ合衆国大統領ドナルド・トランプは「私は習近平国家主席（党総書記）と中国、香港市民に敬意を表して法案に署名した。中国と香港の指導者や代表者が対立を友好的に解消し、長期的な平和と繁栄をもたらすよう期待する」と述べて2019年香港人権・民主主義法案及び香港に対する非致死性武器の禁輸法案に署名し、法案が成立した[13][14]。2019年香港人権・民主主義法は、Public Law No: 116-76[3]、非致死性武器の禁輸法は、 Public Law No: 116-77[10]との法番号が付された。

## 反応

### 米国
ナンシー・ペロシ民主党下院議長は、条例改正案は「香港返還後の20年間にわたり米国と香港の間で発展した強力な関係を脅かし」、「一国二制度」の内で香港に「十分な自治権」があるかどうか再評価する法制を米議会に呼び掛け、香港人権・民主主義法案が早く提出されることを心待ちにしていると述べた。

### 中国
中国外交部は法案に対し、内政干渉だとして強い非難を示し、報復措置を発動すると警告した。